# Batalla de Muthul
La batalla del Riu Muthul és un dels episodis de la Guerra de Jugurta. La batalla va tenir lloc al 108 aC entre una força númida liderada pel rei Jugurta i una força romana liderada pel consular Quint Cecili Metel Numídic. Els romans van resultar victoriosos i quatre anys més tard Jugurta va ser assassinat després de la seva captura a mans de Luci Corneli Sul·la. L'historiador romà Publi Rutili Ruf es va distingir en aquesta batalla, mentre va brillar per primera vegada el geni militar de Mari.
El Riu Muthul pot ser identificat com el Wad Mellag, i en aquest cas Metel hauria començat la seva campanya al sud-est de Numídia, amb l'objectiu de reforçar les seves zones de comunicació. Altres opinions identifiquen el Muthul amb el riu Ubus, en aquest cas Metel hauria començat la seva campanya a Numídia occidental, retirant-se progressivament cap a Zama Regia.

## La Batalla
L'exèrcit de Metel va arribar l'interior de Numídia, va haver de baixar muntanyes i travessar el desert després del que va arribar al Riu Muthul, on esperava omplir les seves reserves d'aigua. Al riu, Jugurta havia desplegat part de la seva infanteria i dels seus elefants de guerra sota el comandament del seu germà Bomilcar. Això no obstant, el númida havia ocultat la seva cavalleria i la millor part de la seva infanteria al llarg del camí que els romans haurien de seguir.
Després de baixar del pas de muntanya, Metel es va adonar de l'emboscada, però no tenia més remei que omplir les seves reserves d'aigua al riu i seguir el camí sota la vista dels enemics. Metel va separar una petita força de cavalleria al comandament de Publi Rutili Ruf i va establir un campament a un costat del riu. Després d'això, la part principal de l'exèrcit romà es va desplaçar en diagonal cap a la força númida sobre el riu per tal de desallotjar.
Jugurta va ordenar a la seva infanteria tallar la retirada dels romans, per al que van ocupar el port de muntanya, mentrestant, la cavalleria númida va carregar contra els romans, dispersats en petits grups aïllats. Els romans es van mantenir en petits grups, incapaços de realitzar moviments coordinats. Cada grup lluitava per la seva pròpia supervivència, i la cavalleria númida tenia el control del camp de batalla. Bomilcar mentrestant bloquejava les tropes de Ruf, prevenint així que ajudés a les tropes de Metel.
Quan la batalla semblava completament perduda, un llegat de l'exèrcit de Metel, Gai Mari, havia reorganitzat alguns dels grups conduint a 2.000 soldats contra els númides per alliberar el seu comandant. Després d'això, Mari va marxar contra la força númida estacionada al turó que es va retirar cedint als romans el control del pas, després del que va marxar amb la part posterior de la cavalleria númida, unint els grups en una sola força.
Mentrestant, Ruf va contenir a la força dels númides sota el comandament de Bomilcar, derrotant els elefants de guerra de Jugurta en una autèntica carnisseria. A la tarda, els dos exèrcits es van trobar unint-se en una sola força. Gràcies a la seva retirada a temps, Jugurta va patir poques baixes en comparació amb els romans que havien estat derrotats de manera aclaparadora si la batalla hagués seguit l'esquema del principi. Per tant, el resultat va ser indecís, ja que encara que la victòria va ser romana aquests van ser també els que més baixes van patir.
La victòria romana es va deure a dos factors principals: La qualitat dels exploradors romans que van notificar al seu general la posició dels númides emboscats i l'inspirador lideratge de Mari durant la batalla.

## Conseqüències de la batalla
Jugurta va dissoldre la major part de les seves tropes reorganitzat les seves guerrilles, i retirant-se a Thala, tornant amb això a la guerra de desgast. Mentre Metel i Mari van marxar contra les ciutats númides, assetjant-lo a Thala durant quaranta dies, d'on Juurta va fugir de nit i Metel va prendre la ciutat. La derrota de Metel a Zama va provocar que els romans es retiressin al seu quarter general d'Útica.
Mari va tornar a Roma on va ser escollit per al consolat amb Luci Cassi Longí Ravila amb el suport del poble i l'oposició del Senat, sobre sobretot per la facció conservadora (optimates) encapçalada per Marc Emili Escaure, princeps senatus. A causa de la negativa del Senat a cedir un exèrcit per a Mario aquest va haver de reclutar voluntaris entre les classes més pobres, el capite Censi, o cens per caps, que mai havia participat en la guerra, ja que aquests no es podien permetre pagar l'equip militar. D'aquesta manera, Mari va reformar l'exèrcit i va tornar a Numídia on va vèncer i va capturar a Jugurta (106 aC) acabant d'aquesta manera amb el conflicte.
El Senat, per tal d'oposar-se a Mari va concedir a Metel el cognom de Numídic i va atribuir tot el mèrit de la victòria al llegat de Mari, Luci Corneli Sul·la Malgrat l'oposició senatorial, Mari va ser elegit pel poble cònsol en cinc ocasions consecutives i una última vegada després de la seva marxa a Roma.